# Peleus
Peleus là con trai của Aeacus và Endeïs (nghĩa là cháu của thần Zeus). Ông có vợ là nữ thần Thetis, đồng thời còn và cha ruột của dũng tướng Achilles.

## Tội ác của Peleus và Telamon
Telamon là anh của Peleus và là cha của người anh hùng Ajax. Một lần trong cuộc thi đấu, hai anh em đã ném đĩa vào đầu Phocus, con riêng của Aeacus khiến Phocus chết. Vua cha tức giận đuổi hai anh em ra khỏi nhà. Peleus bèn sang Phtiotide được vua Eurytion rửa tội và được lấy con gái ông là Antigone. Trong cuộc săn lợn rừng Calydonian, Peleus vô tình giết cha vợ, vậy nên anh lại phải sang xứ Iolcus nhờ dưới trướng vua Acastus. Vợ vua Acastus là Astydamia đem lòng yêu Peleus, cố sức tỏ tình với ông nhưng bị khước từ. Tức giận, bà ta tìm cách trả thù.
Astydamia viết thư gửi Antigone bịa chuyện Peleus đã phản bội cô để lấy con gái của bà ta, đièu này khiến Antigone treo cổ tự tử. Astydamia lại còn tâu với chồng rằng Peleus có tình ý với mình. Nổi giận, vua Acastus đày Peleus lên ngọn núi Peliconian. Trước đó, ông còn lấy cắp kiếm của Peleus để Peleus bị lũ Nhân mã giết. Nhưng nhân mã Chiron đã giúp Peleus tìm lại thanh kiếm, nhờ vậy mà Peleus thoát chết. Anh quay lại trừng trị vợ chồng Acastus sau đó chiếm ngôi vua.

## Peleus và Thetis
Ban đầu Zeus định cưới Thetis làm vợ chứ không phải là Hera, tuy nhiên Titan Prometheus đã đưa ra lời phán truyền đứa con sau này của Zeus và Thetis sẽ lật đổ cha nó như ngày xưa Zeus đã làm với Cronos). Do đó Zeus gả Thetis cho Peleus với điều kiện: ông phải thắng Thetis trong cuộc đấu tay đôi. Mất mấy ngày ông mới rình ra Thetis, lúc đó Thetis mới lên bờ thì Peleus lao tới ôm cực chặt. Không vùng vẫy được thì biến hóa nhưng bà biến con nào cũng không xong. Cuối cùng Thetis phải chịu khuất phục trước Peleus.
Đám cưới hai người tổ chức tại hang của Chiron. Cô dâu chú rể mời nhiều vị thần đến dự. Nhưng đám cưới của họ lại là nguyên nhân dẫn đến cuộc chiến thành Troia (Xem bài Phán xét của Paris)

## Peleus và Achilles
Đôi vợ chồng sinh rất nhiều con. Nhưng thấy con không được bất tử nên Thetis tôi chúng trong lửa rồi chúng chết. Đến Achilles (đứa con thứ bảy)  bà tôi vào Sông Styx thì thành công. Không yên tâm bà tôi vào lửa nhưng Peleus phát hiện ra liền cướp con. Achilles thoát chết nhưng bị thương ở mắt cá chân. Peleus đưa Achilles cho Chiron chữa chạy và nhờ dạy học. Còn Thetis thì bực mình liền bỏ về nhà.

## Peleus với cuộc sống lão vương
Thực ra sau đó không ai nhắc đến Peleus nữa, ngay cả khi Achilles  chết. Ông chỉ được nhắc đến khi lão vương Priam chuộc xác Hector, cụ nhắc đến Peleus khiến Achilles cảm động nghĩ đến cha mình trả xác Hector cho cụ.

## Hình ảnh

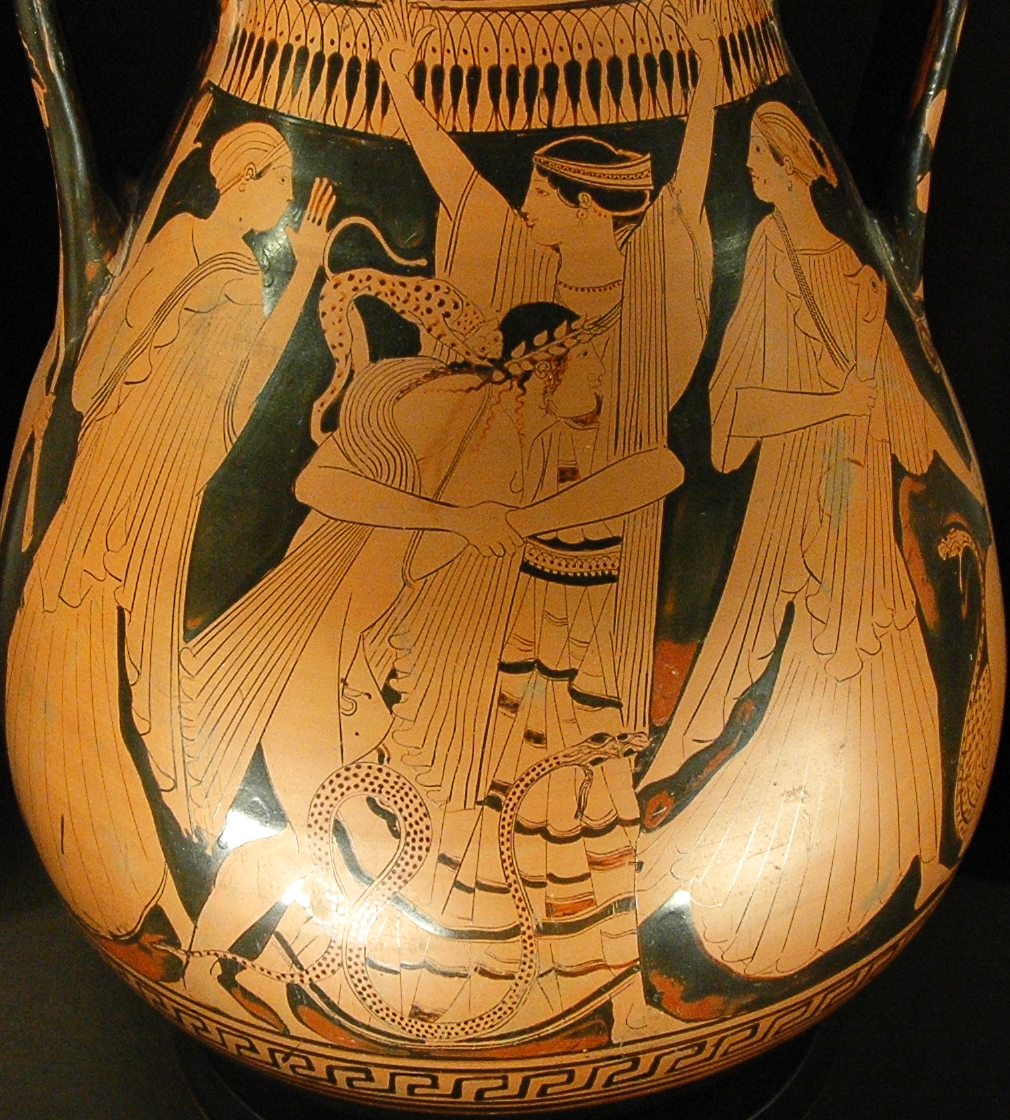
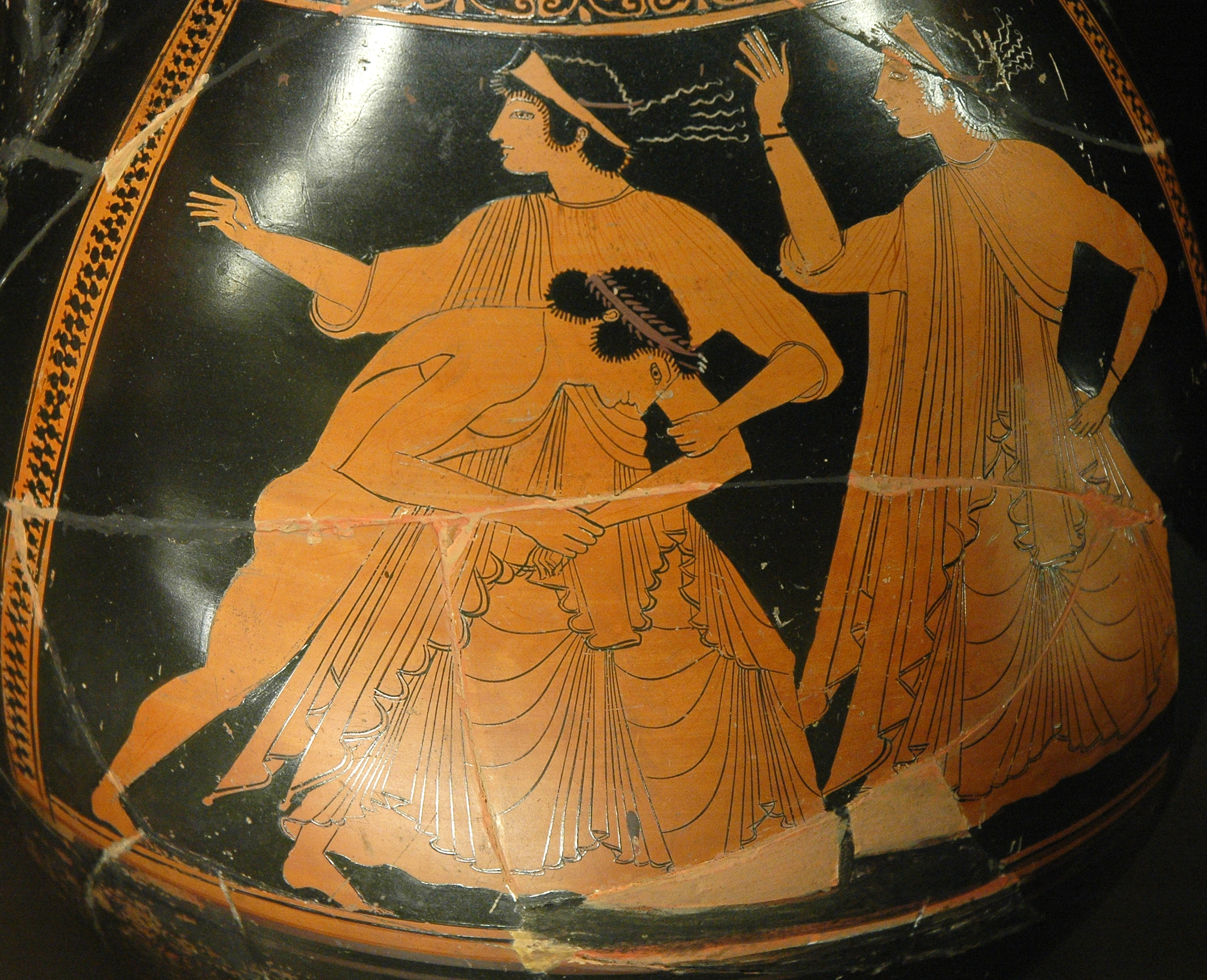
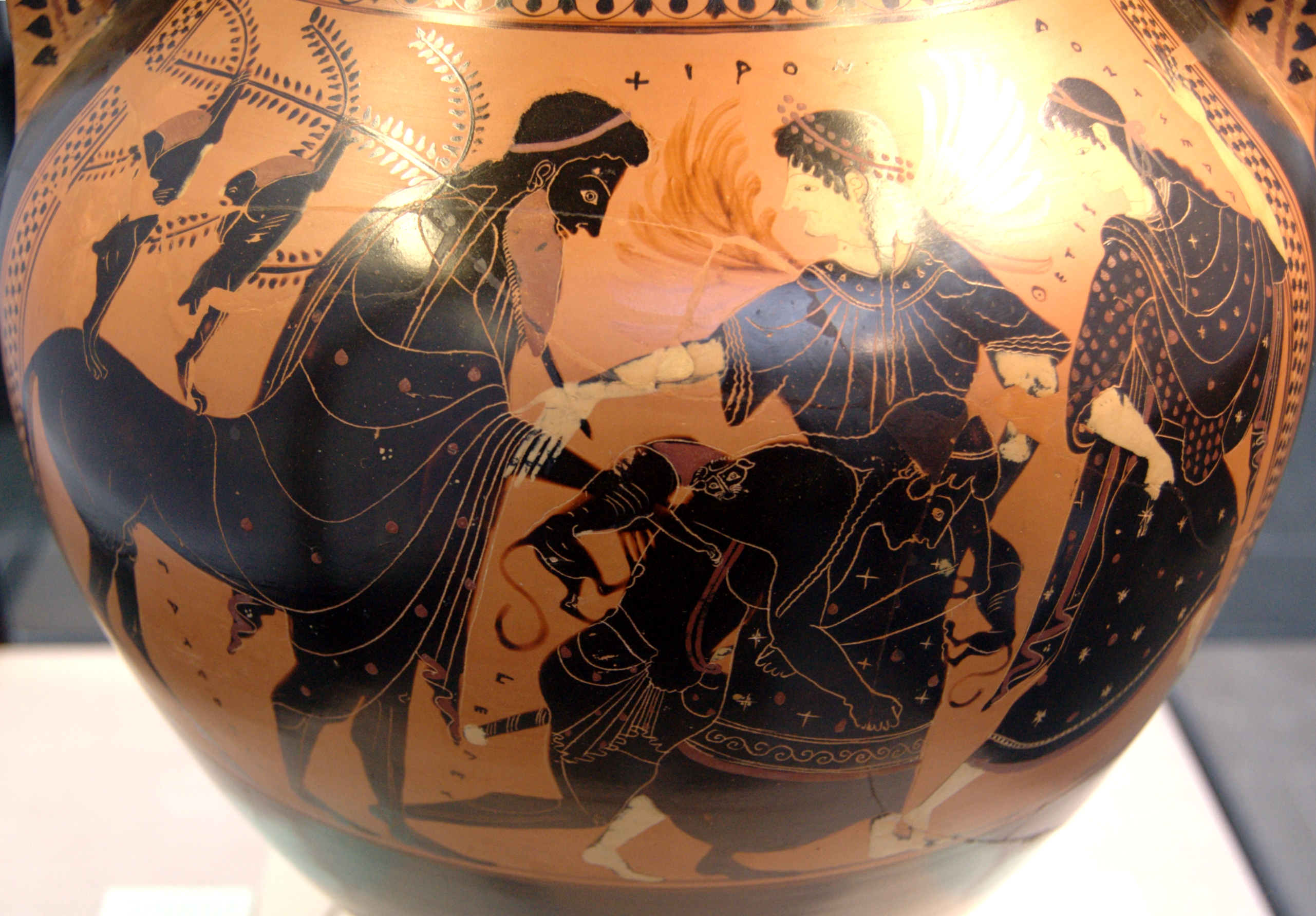
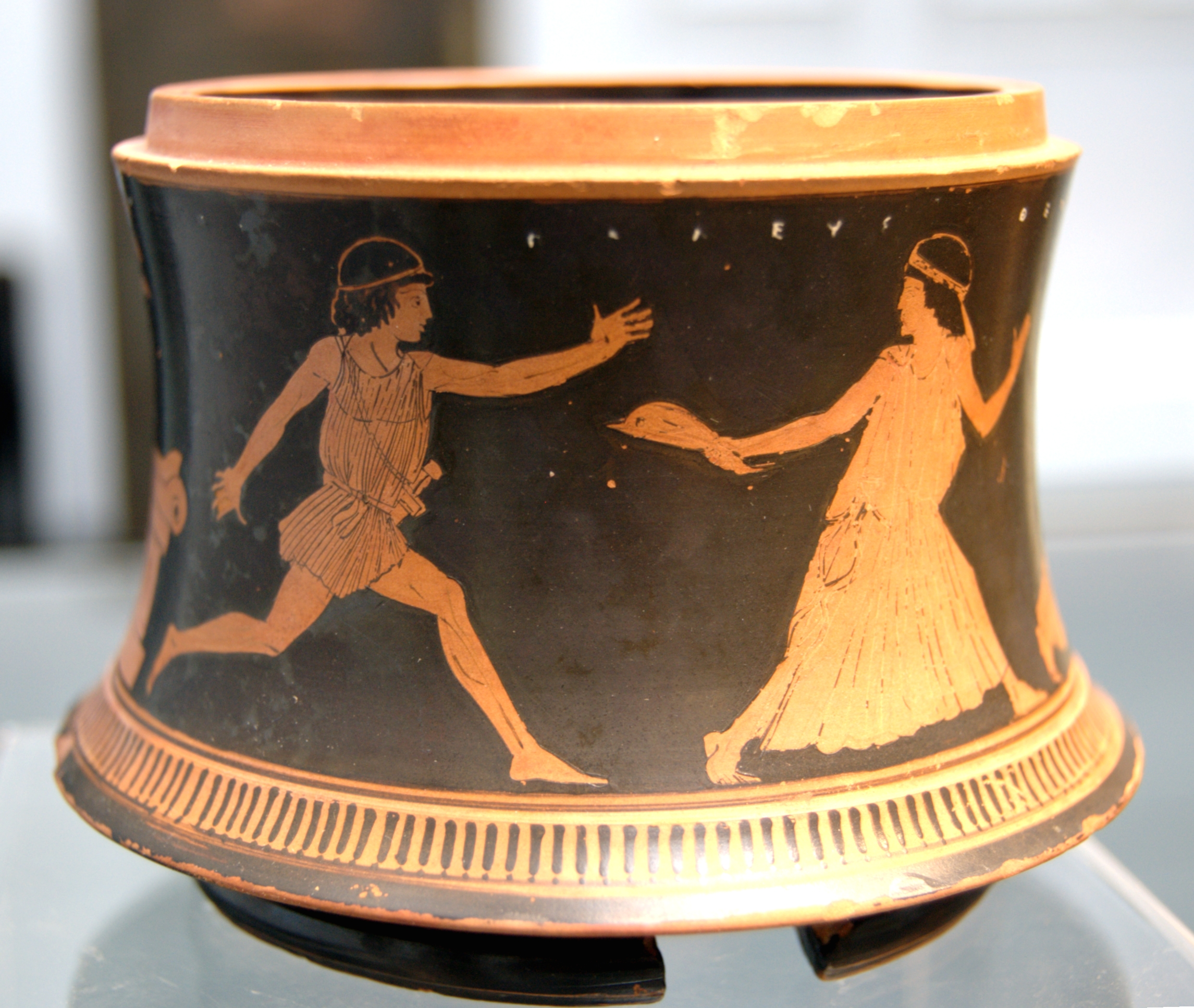
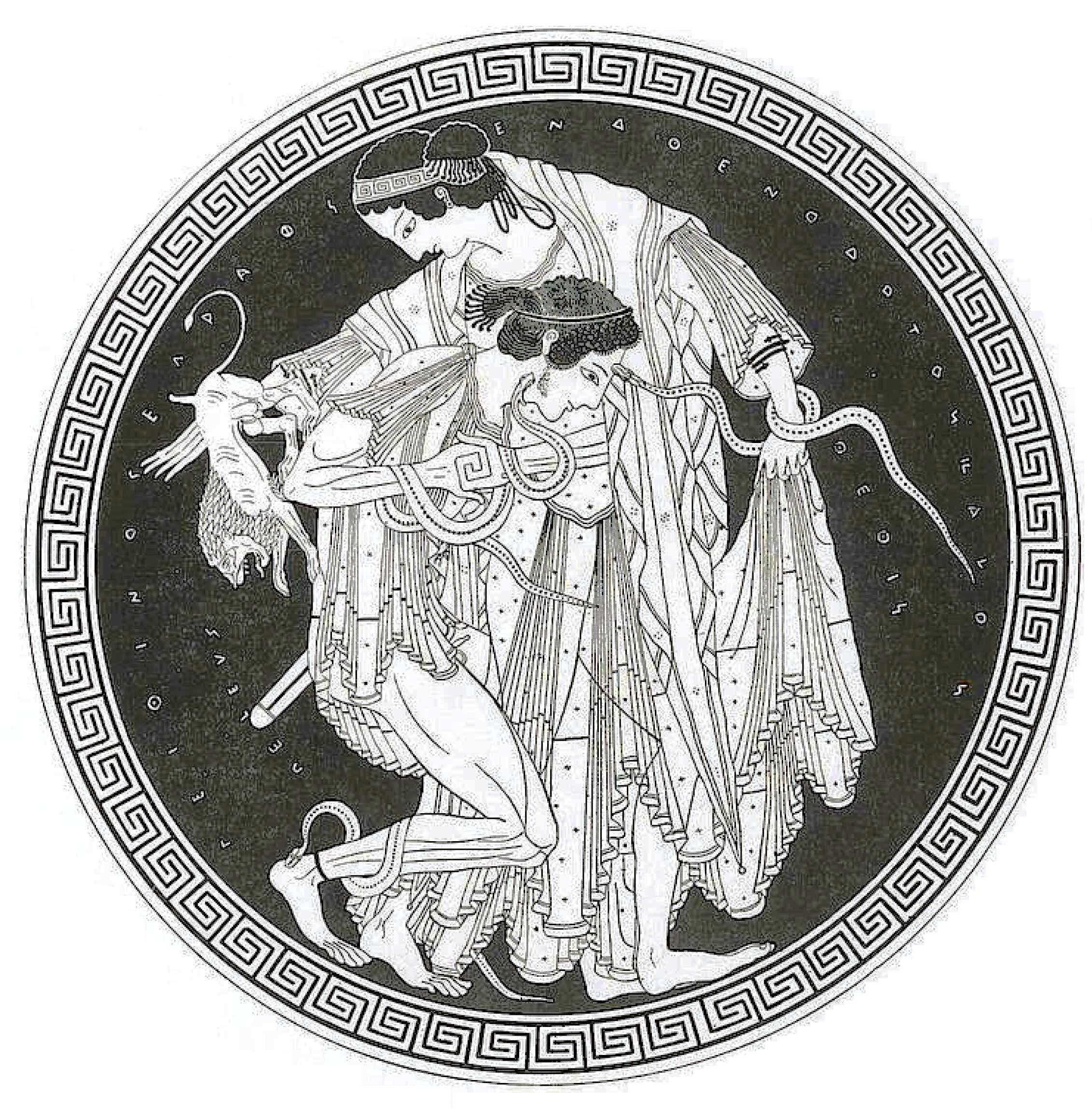
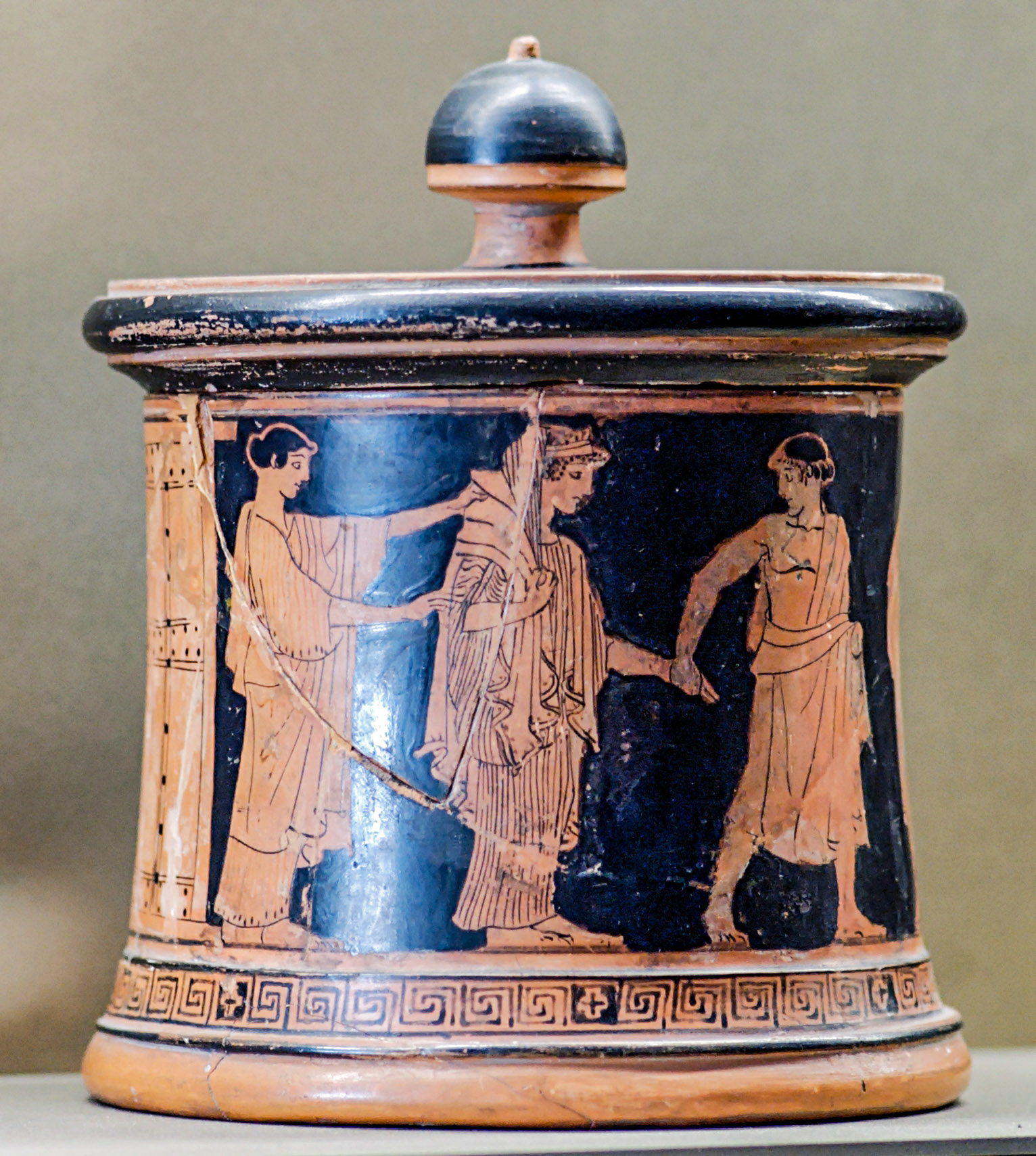

### Đám cưới với Thetis

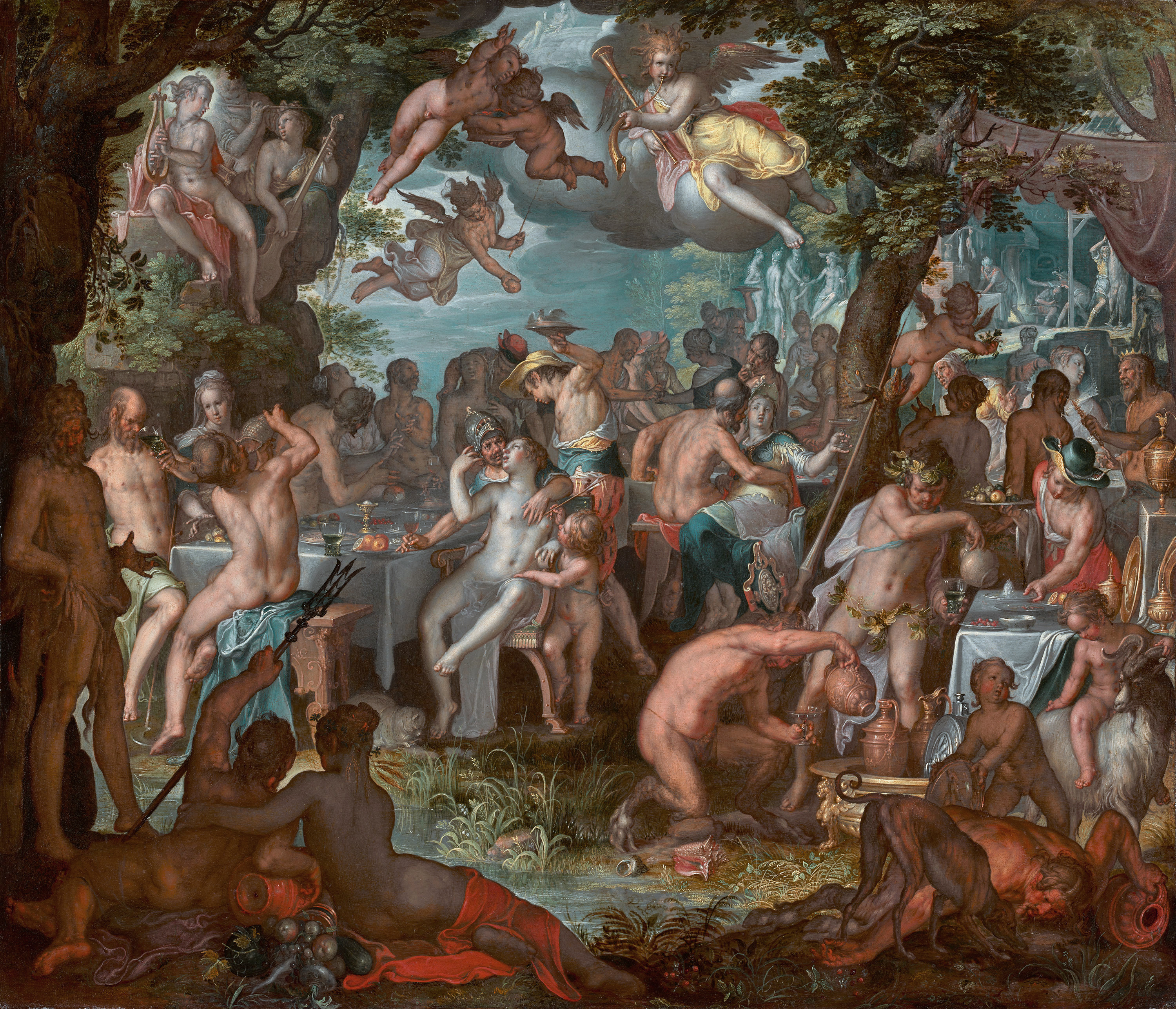
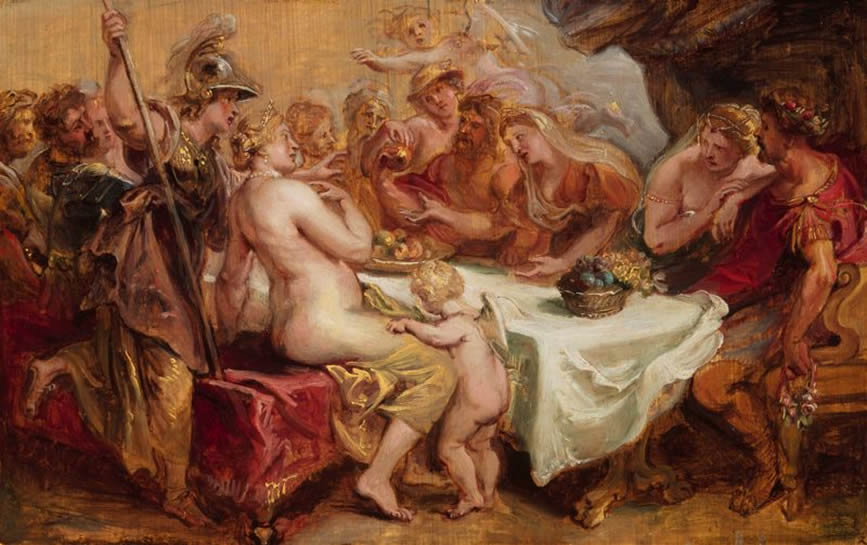
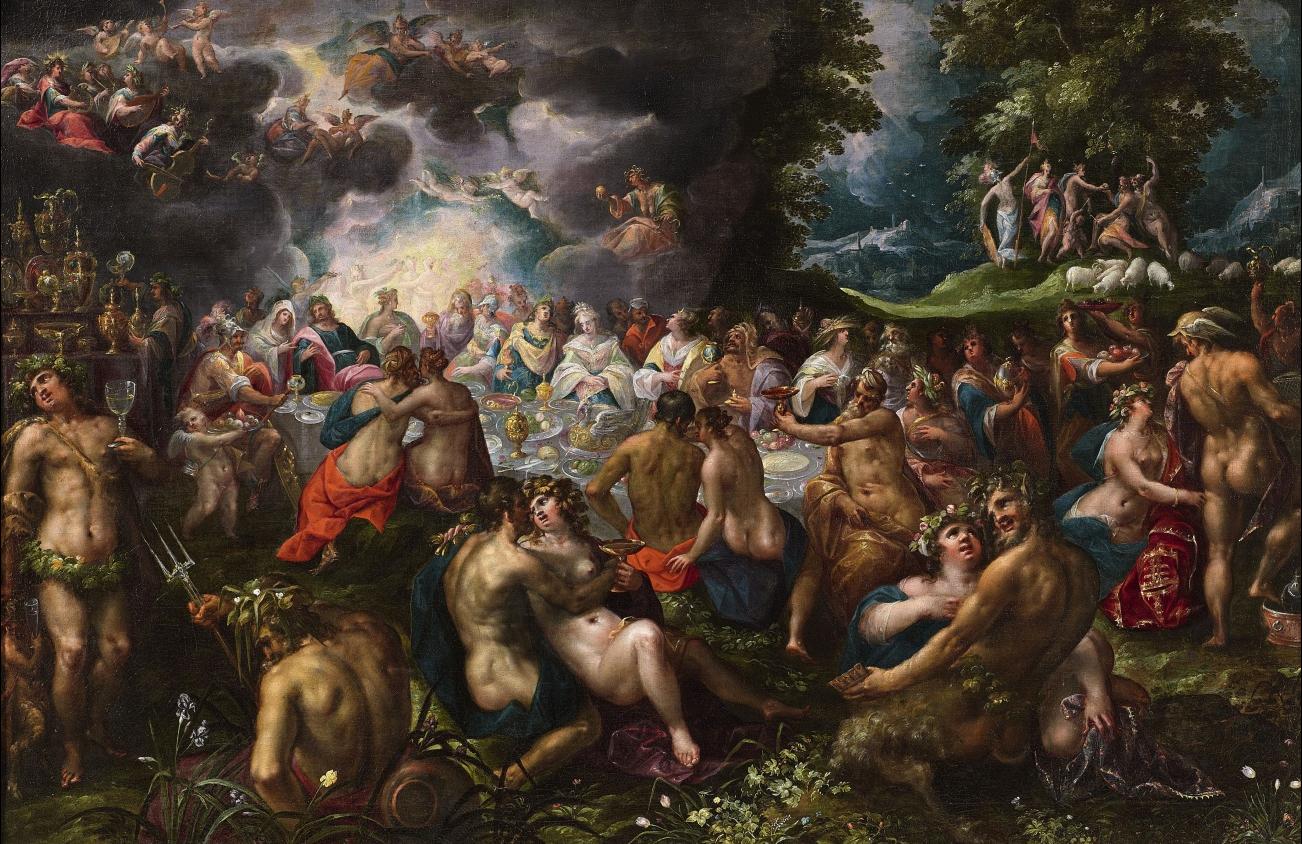
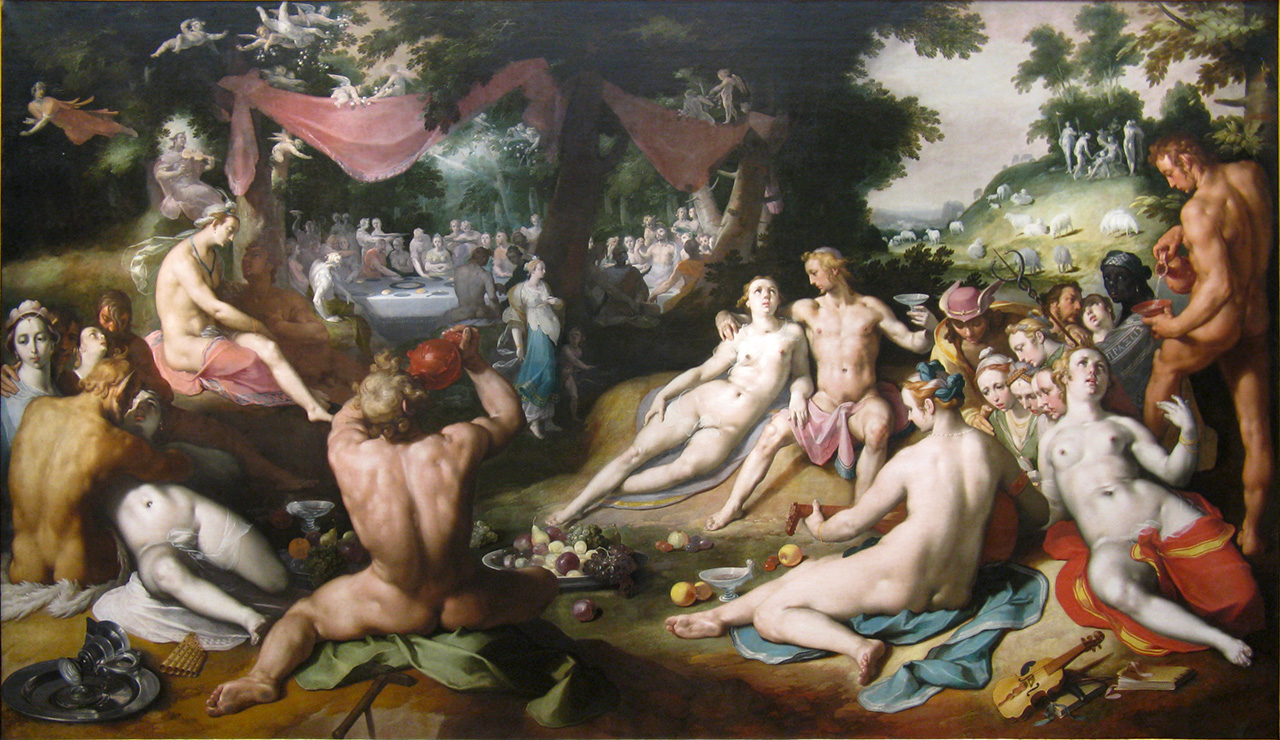
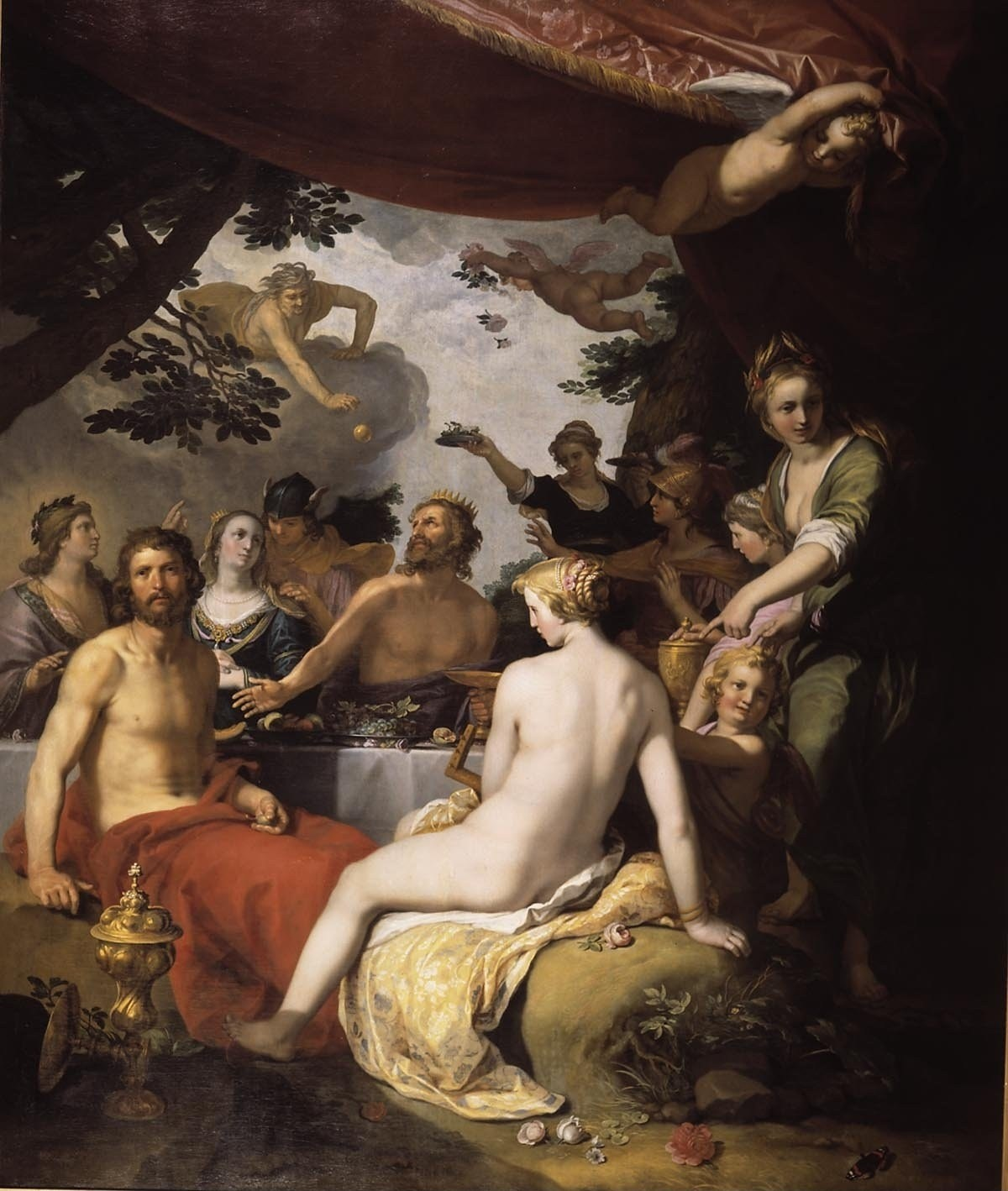
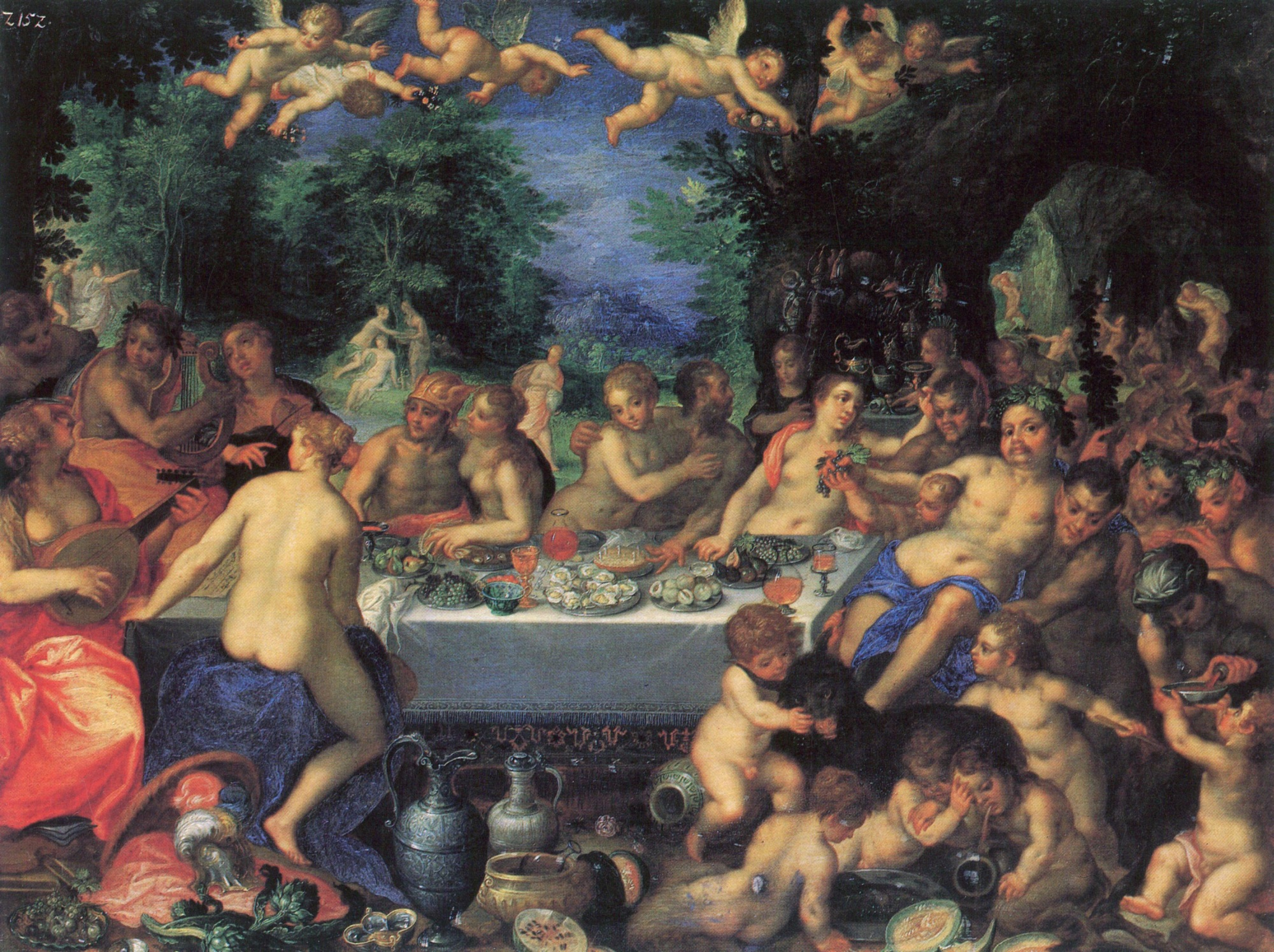
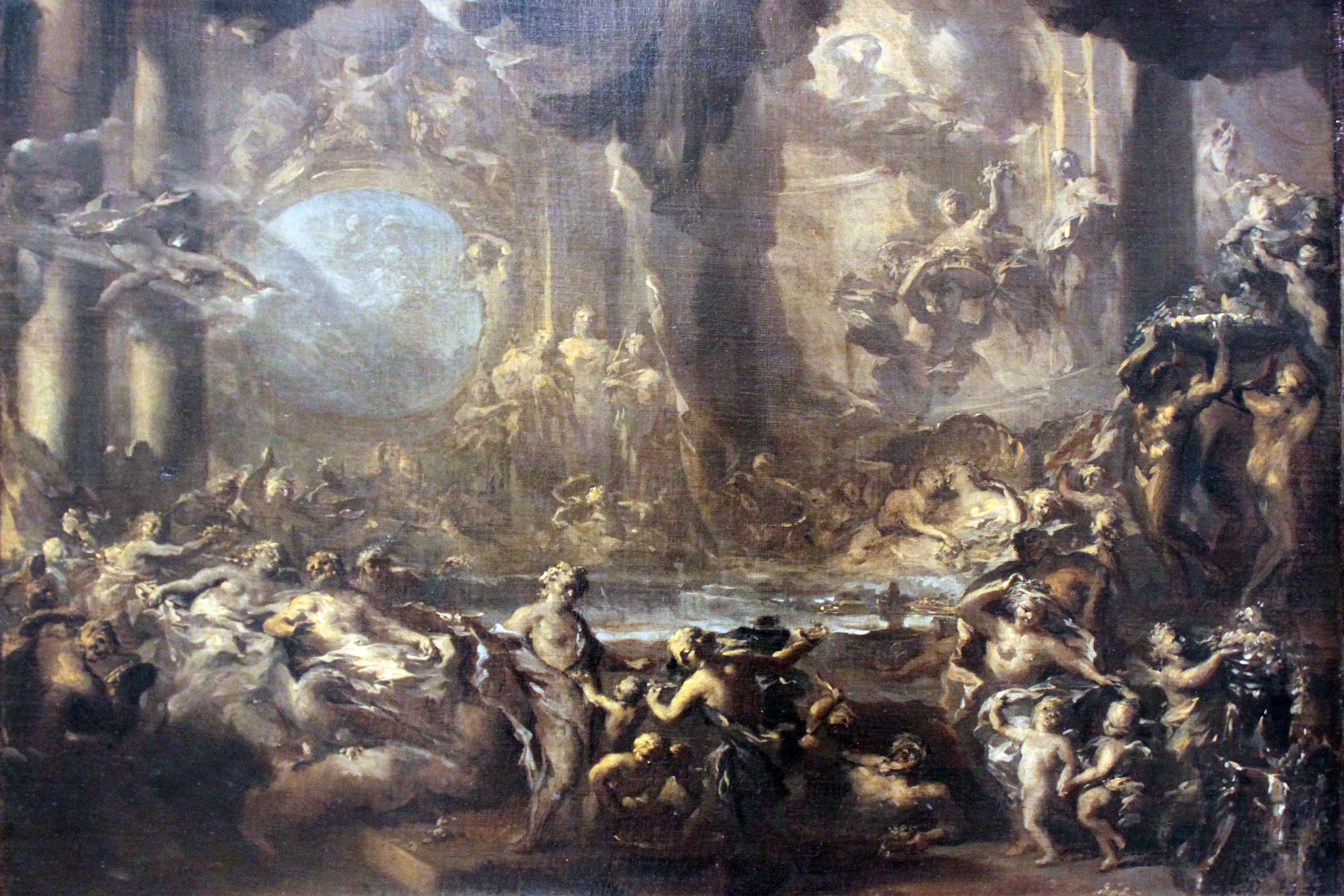
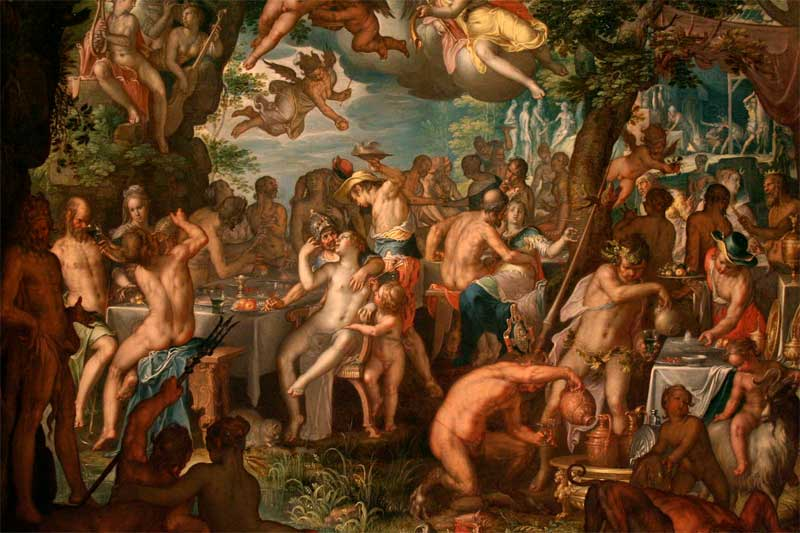
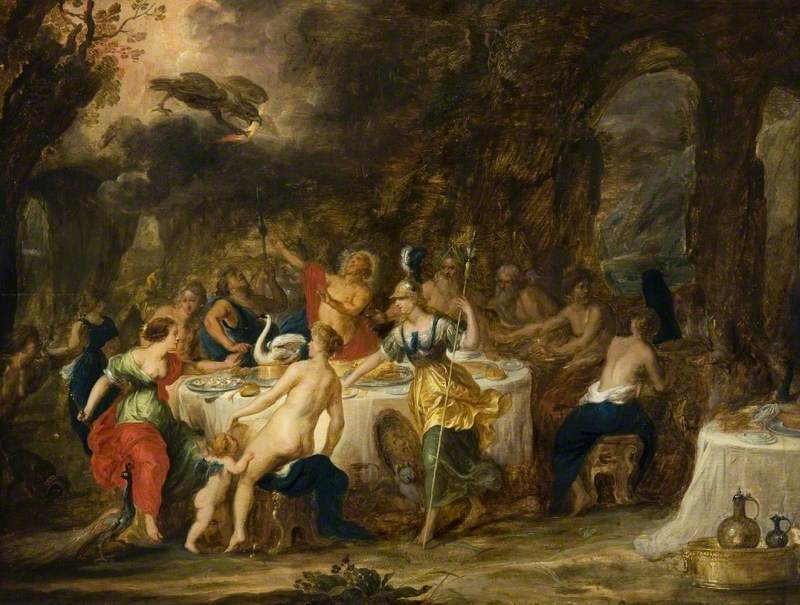
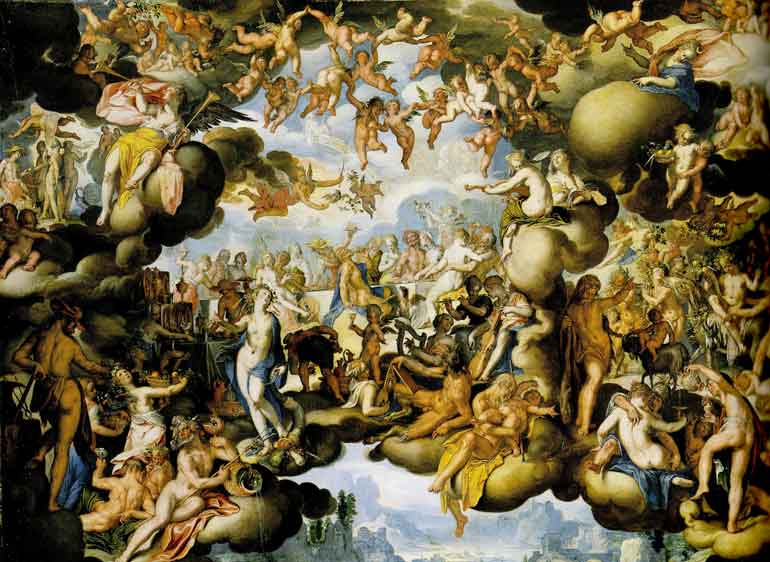
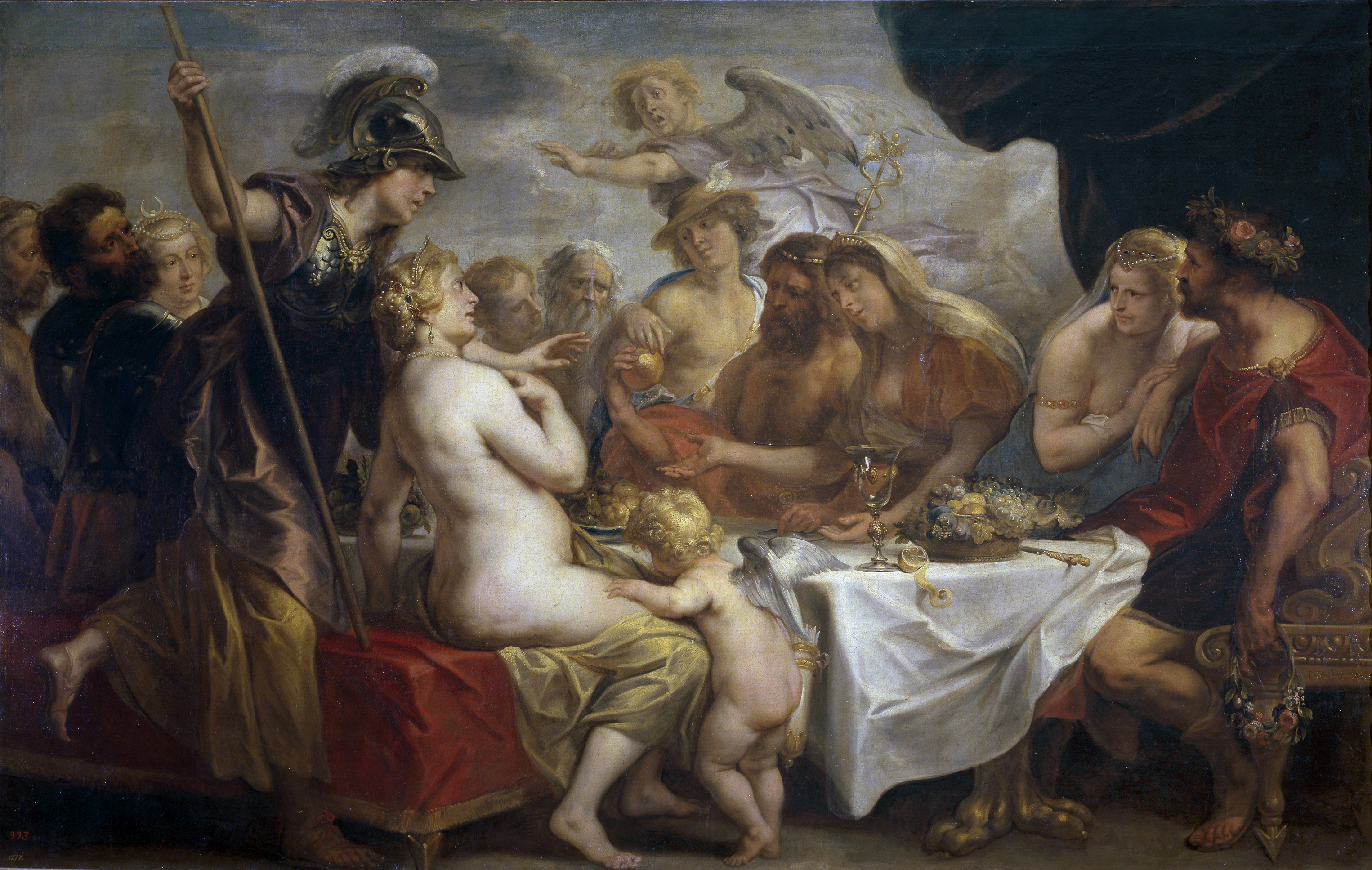
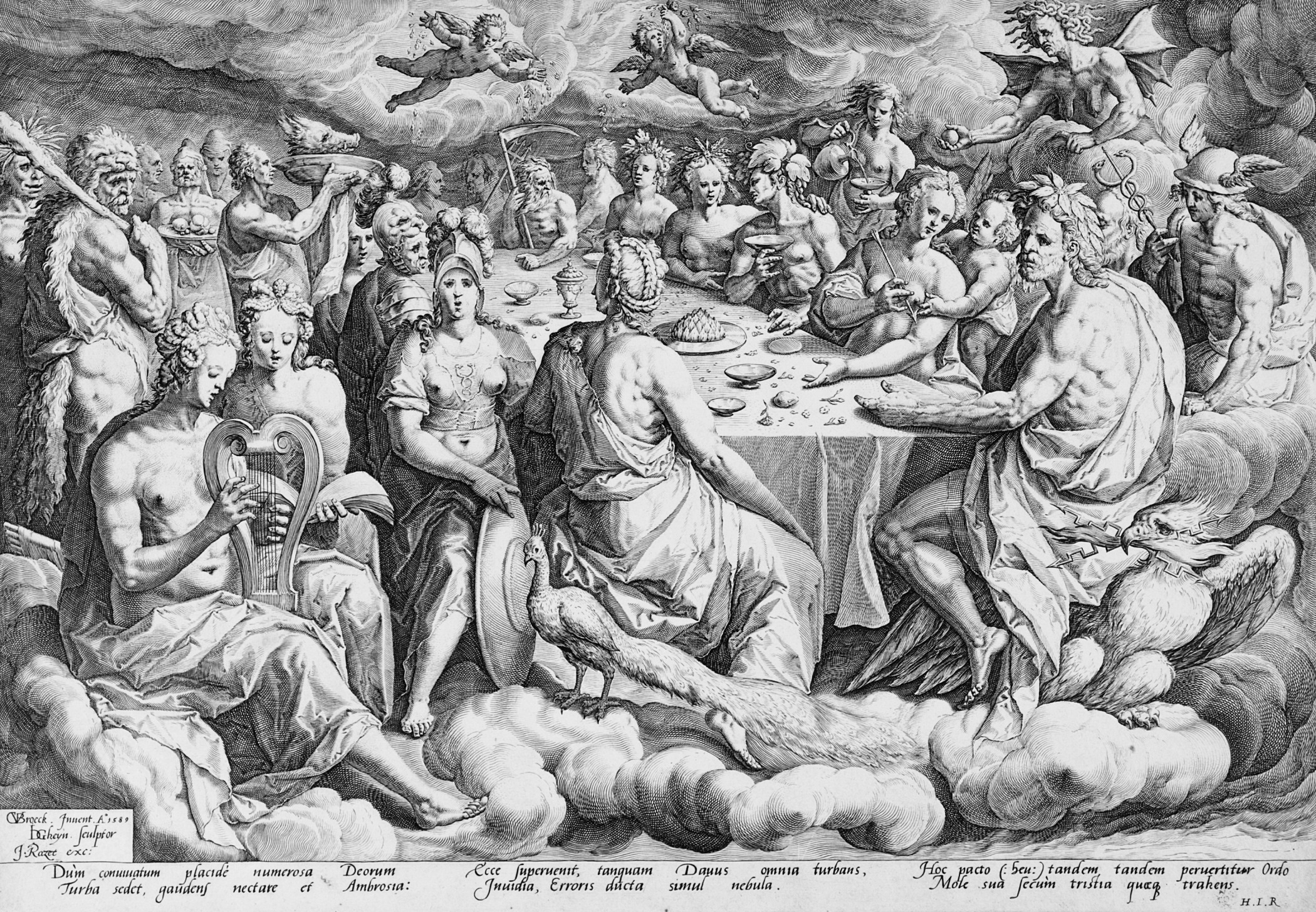
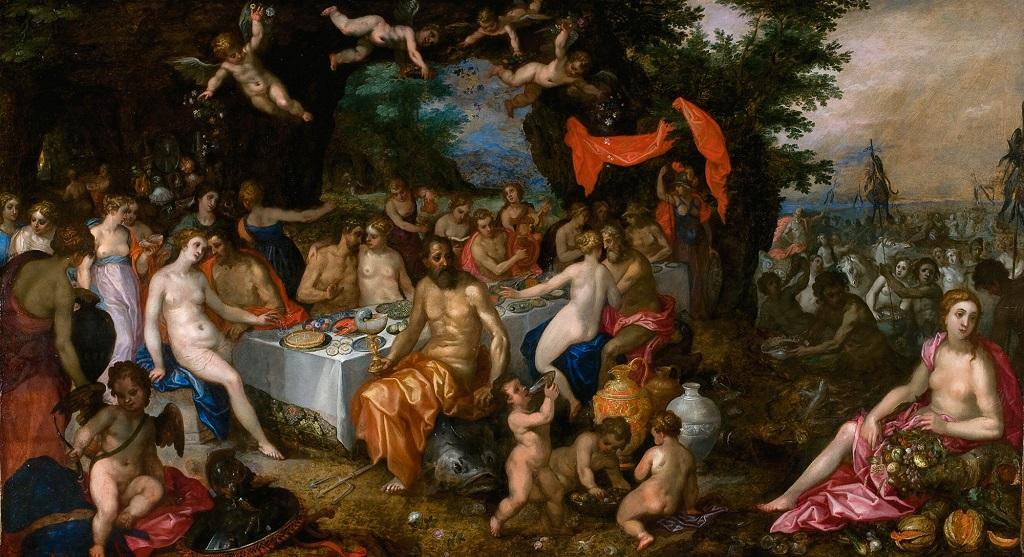
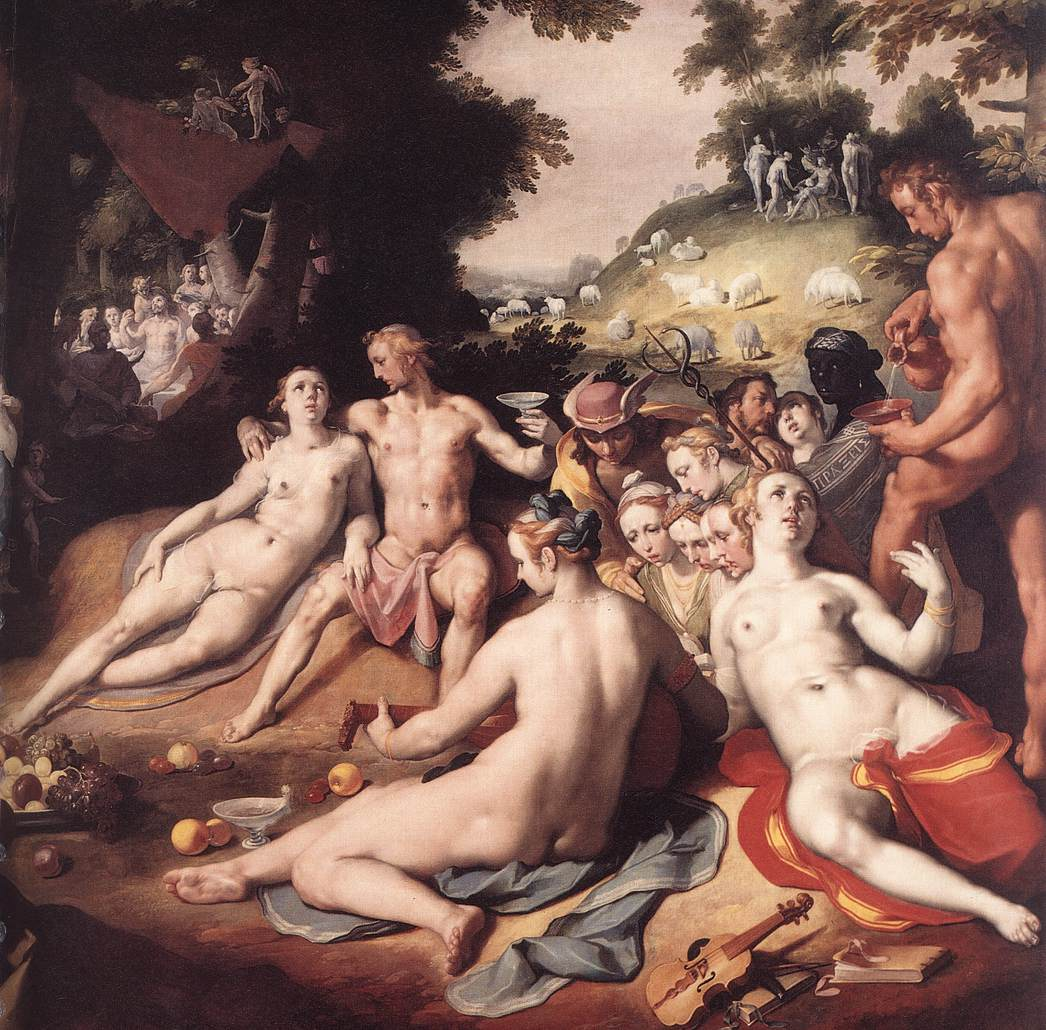
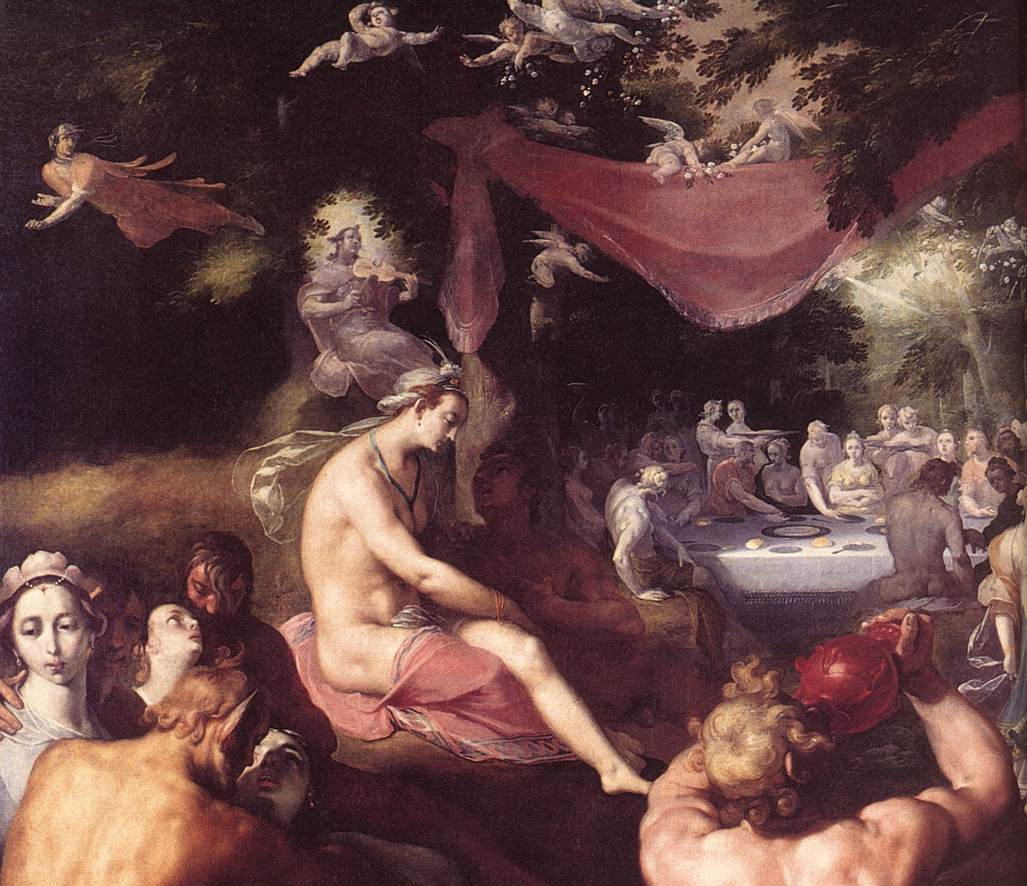
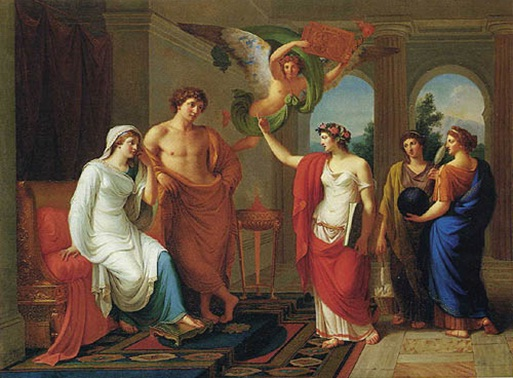
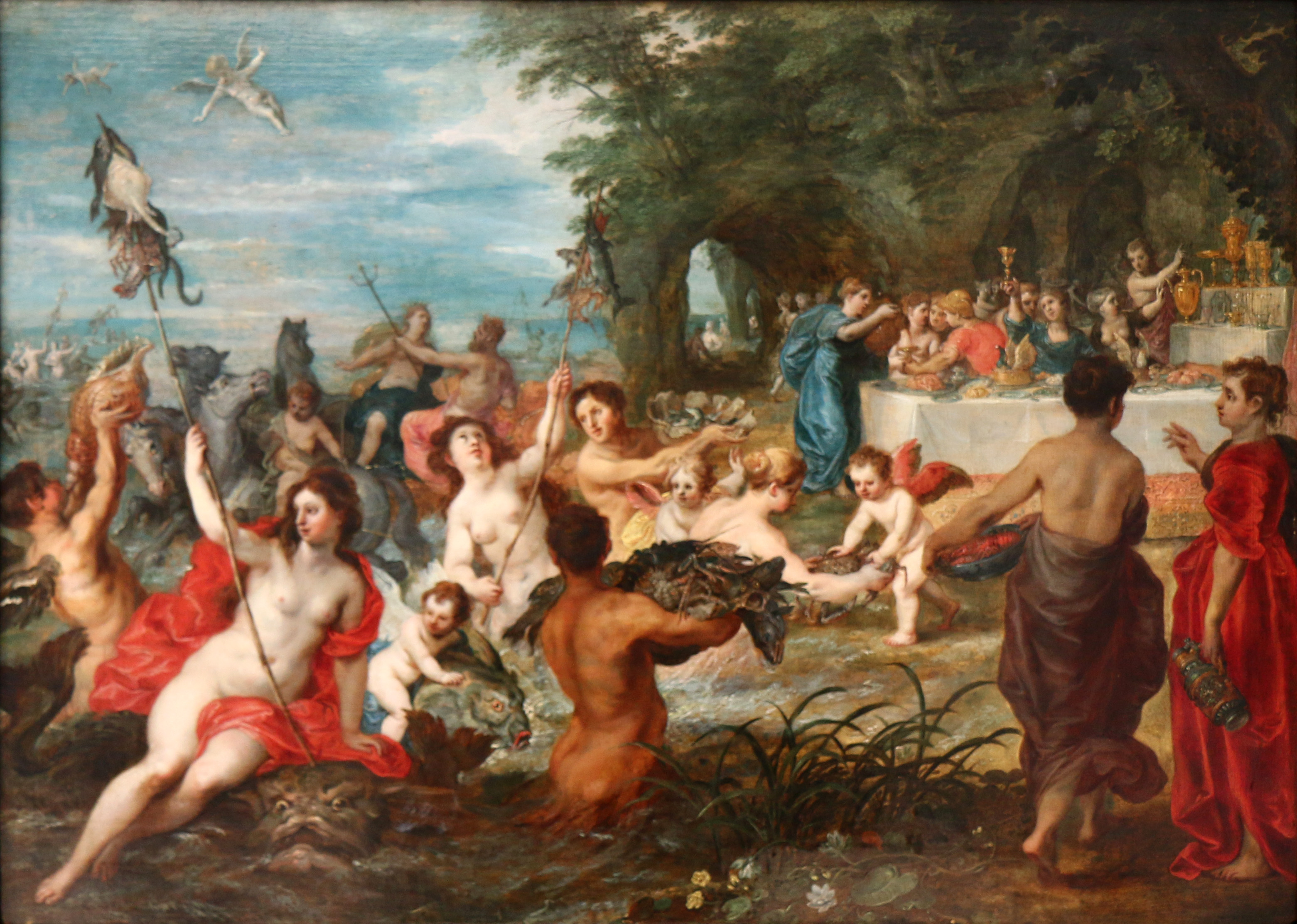
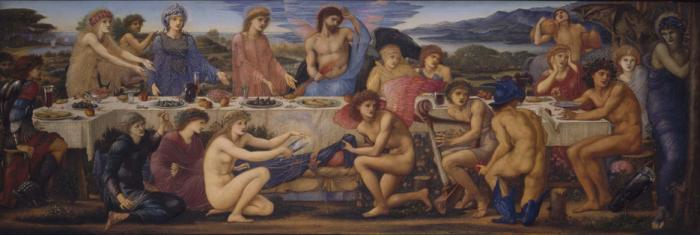
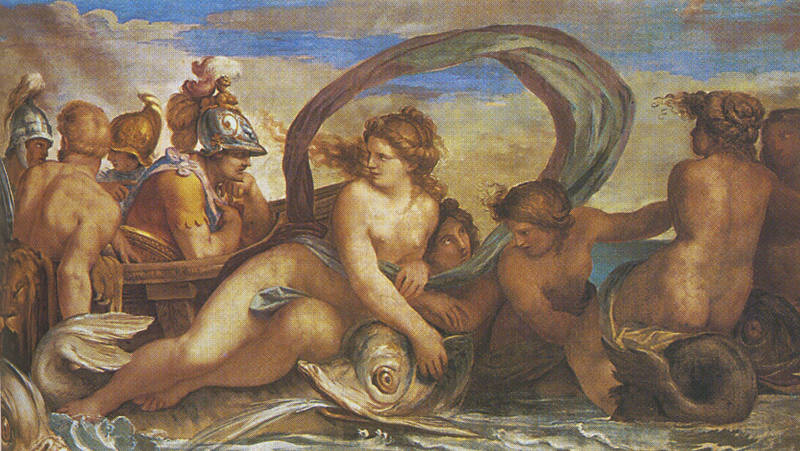
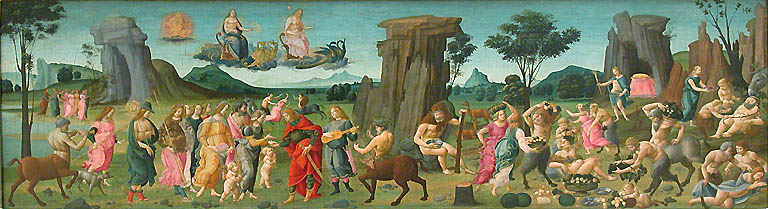
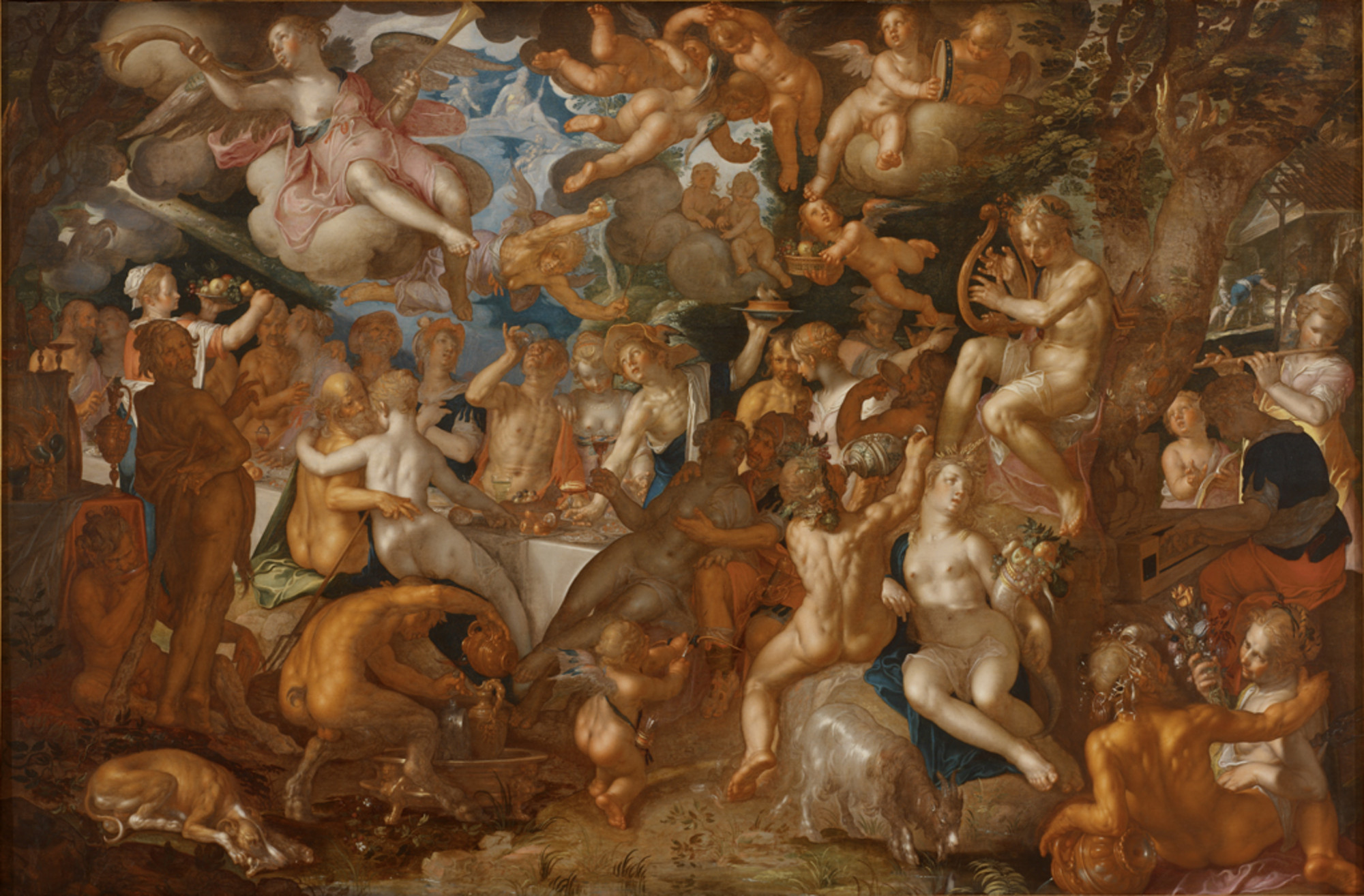
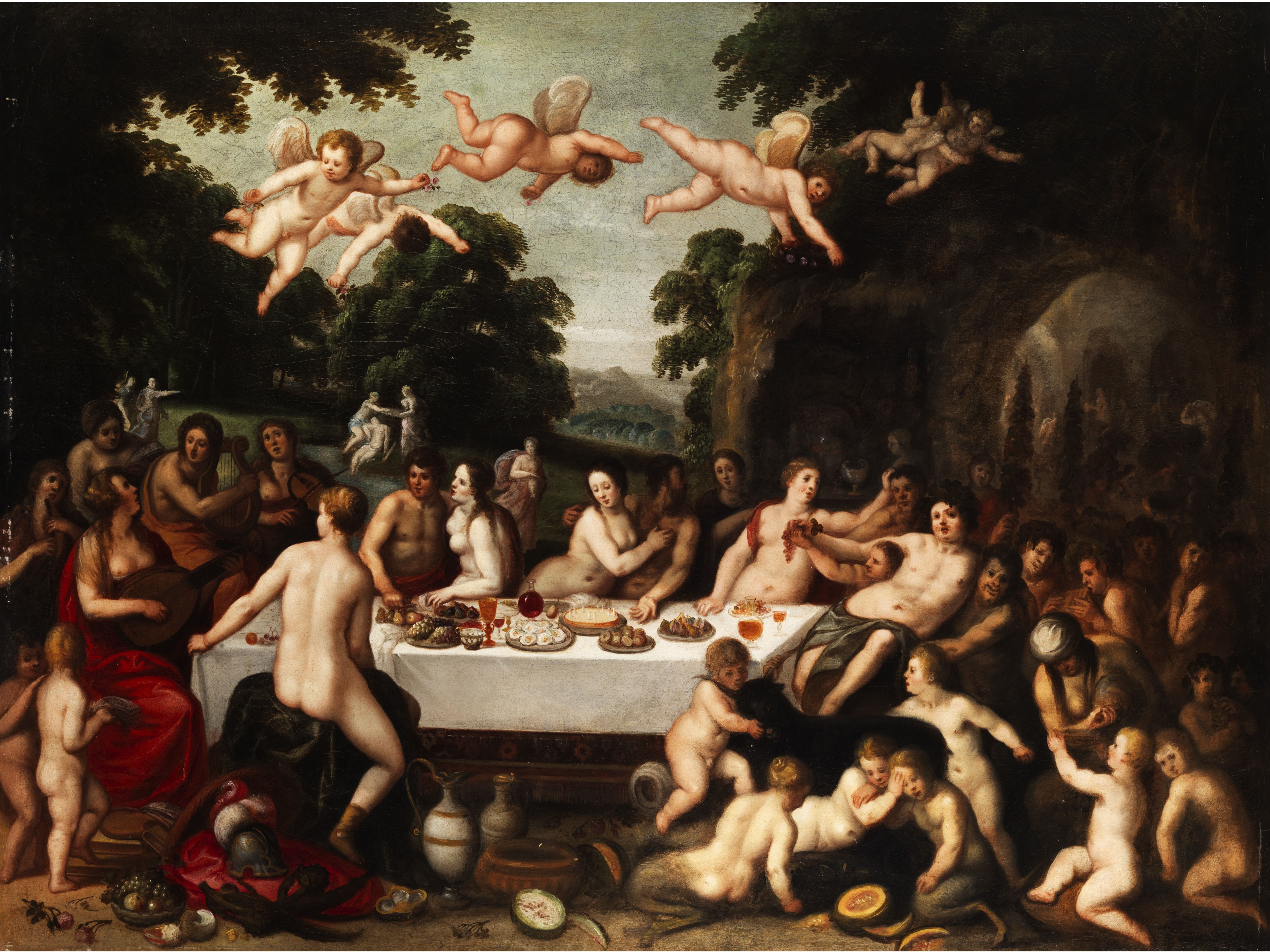
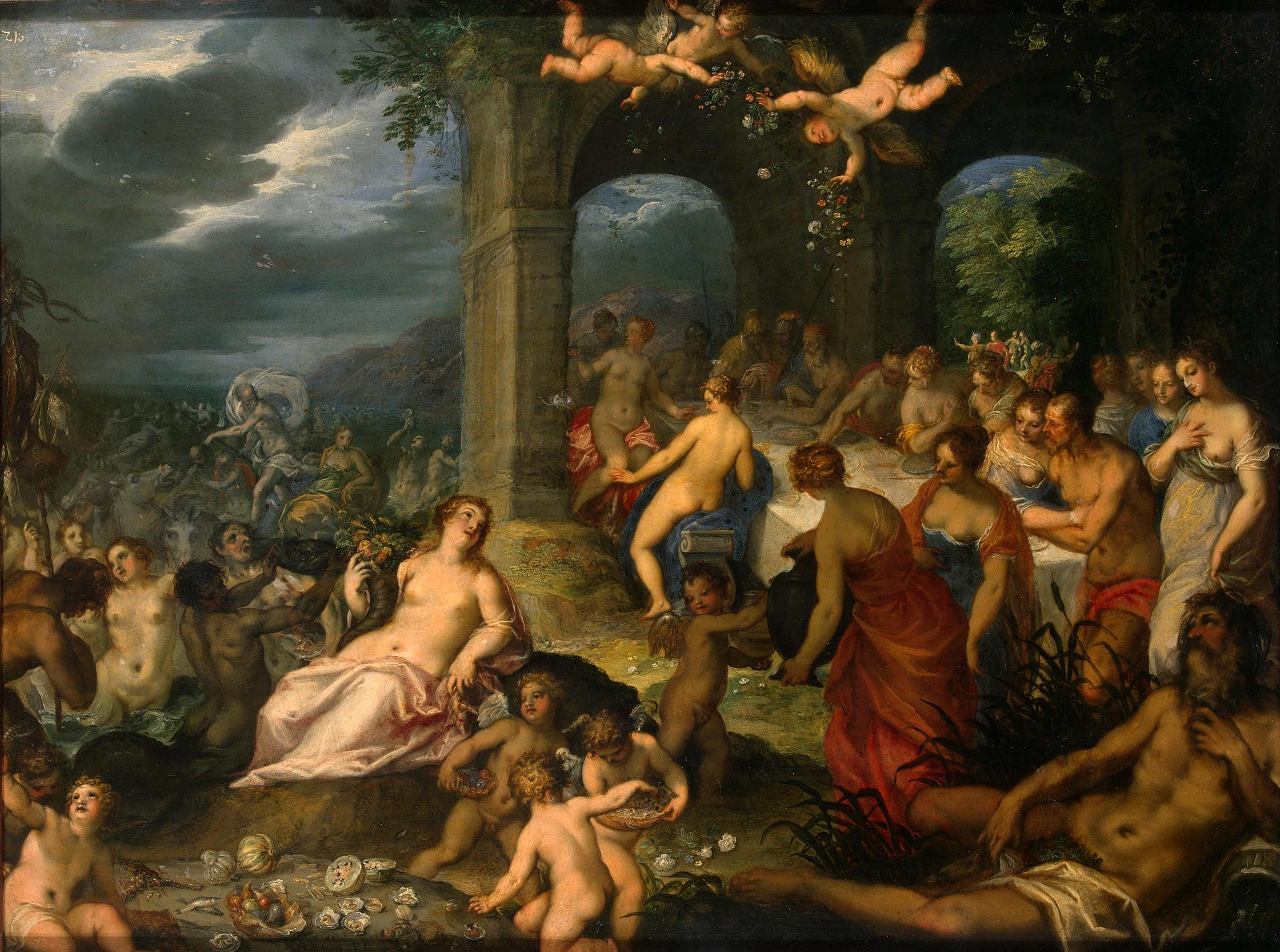
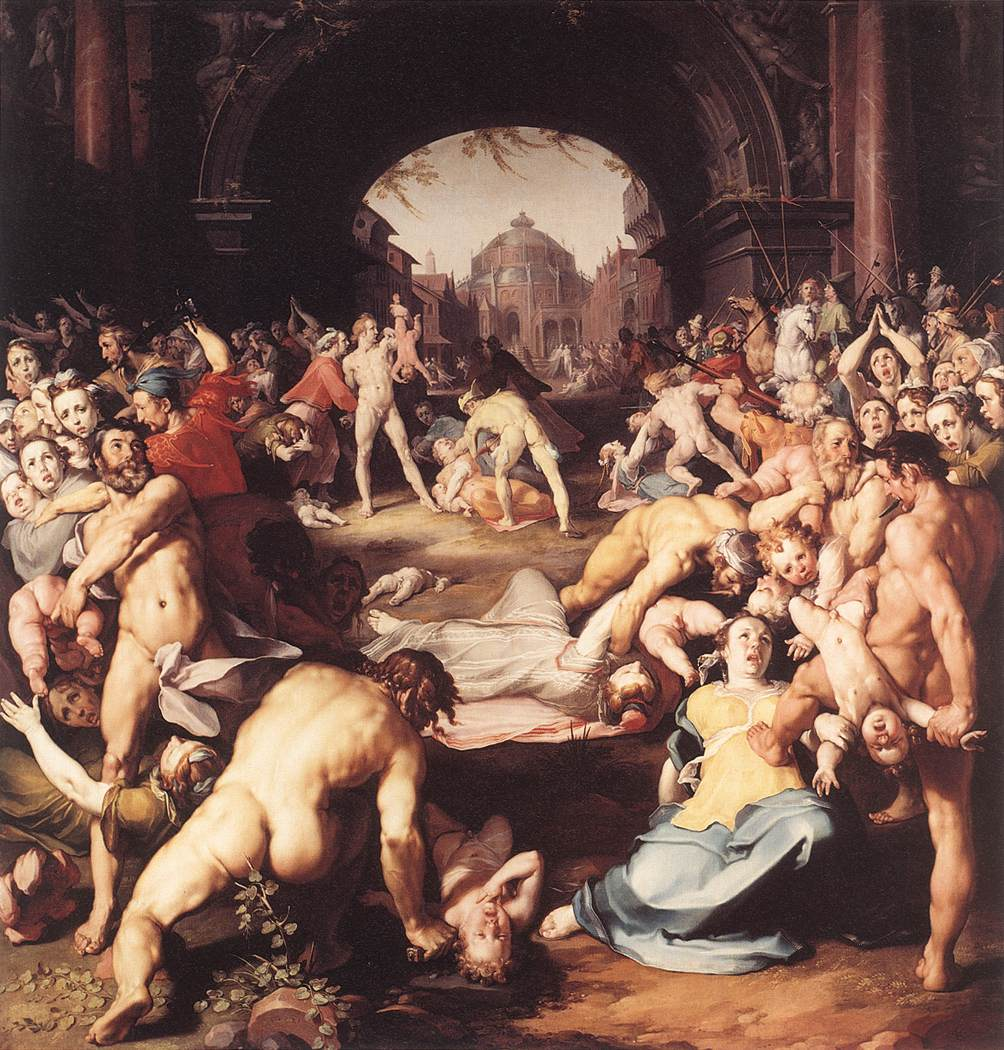
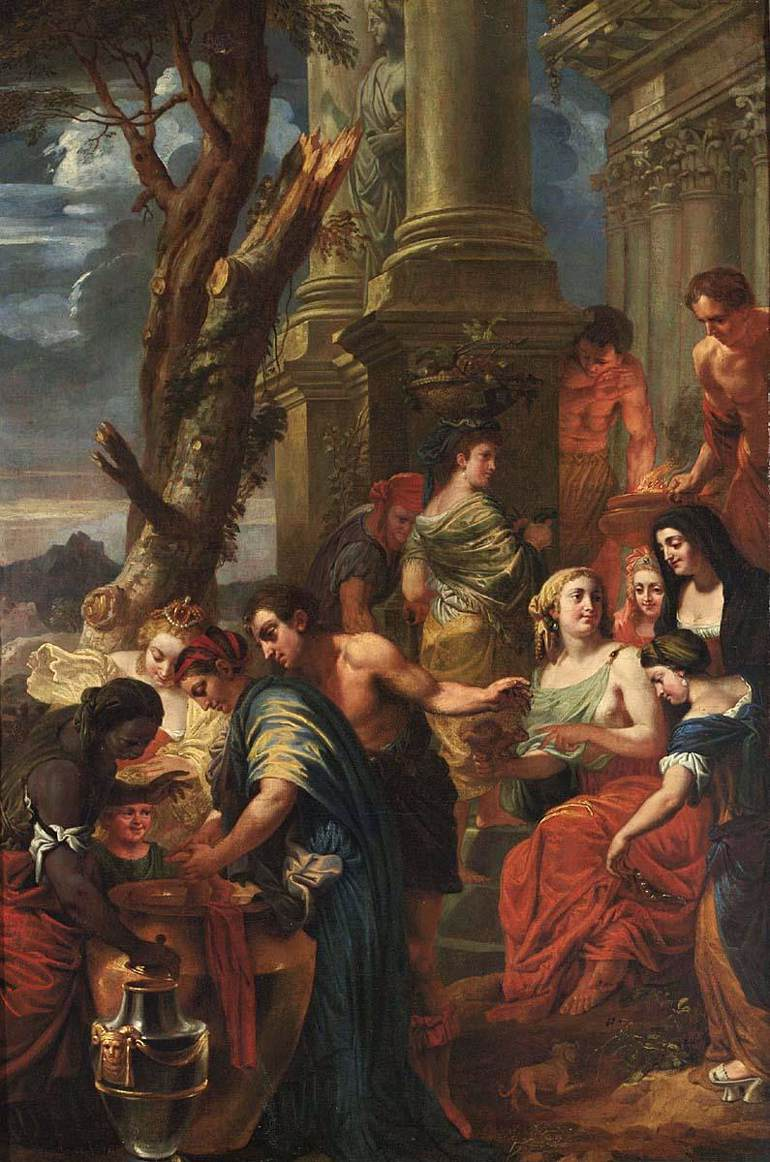